# 海基 (沃洛德米爾區)
海基（烏克蘭語：Гайки），是烏克蘭西部沃倫州沃洛德米爾區奥瓦德内市镇的村落。始建於1545年，面積1.06平方公里，海拔高度188米，2001年人口211，人口密度每平方公里198.68人。